# Union tunisienne de l'agriculture et de la pêche
L'Union tunisienne de l'agriculture et de la pêche (arabe : الاتحاد التونسي للفلاحة والصيد البحري) ou UTAP est un syndicat agricole tunisien qui représente les professionnels du secteur primaire du pays.
Fondé en 1949, sous l'appellation d'Union générale des agriculteurs tunisiens (UGAT), il est supplanté par l'Union nationale des agriculteurs tunisiens (UNAT) en 1955 avant d'adopter son nom actuel en 1995.

## Histoire
C'est en 1949 que l'idée de constituer une organisation pour défendre les intérêts des agriculteurs tunisiens se concrétise avec la constitution d'un comité provisoire chargé de la préparation du congrès constitutif de l'UGAT. Celui-ci est composé de Mohamed Habib Mouelhi (président), Abdelaziz Chebbi (vice-président), Brahim Abdellah (secrétaire général), Ali Hammami (secrétaire général adjoint), Hédi Mrabet (trésorier général), Houcine Jerad et Amor Nadhour (secrétaires). C'est du 11 au 13 mai 1950 que ce congrès se tient en présence de plusieurs figures politiques et sociales, à l'instar de Salah Ben Youssef, Ali Belhouane, Bahi Ladgham, Hédi Chaker, Bchira Ben Mrad et Ferjani Bel Haj Ammar.

Outre les revendications corporatistes, l'organisation adopte la position nationaliste du Néo-Destour, demande « l'adoption d'une constitution qui permet de vivre dans la fierté et la dignité au niveau économique, social, politique et culturel » et exprime son soutien à Habib Bourguiba : 
« Le conseil supérieur de l'UGAT [...] vous salue avec respect et affirme sa ferme volonté de vous considérer comme le véritable et unique porte-parole du peuple tunisien. »
 Les divergences apparues entre le président Bourguiba, président du Néo-Destour, et son secrétaire général  Salah Ben Youssef amène le conseil supérieur de l'UGAT à agir pour réconcilier les deux hommes ; il réussit à organiser une rencontre entre les deux leaders. Toutefois, la dénonciation par Ben Youssef de l'autonomie interne engendre sa rupture définitive avec Bourguiba. La plupart des chefs de l'UGAT s'aligne sur les positions de Ben Youssef, ce qui conduit à la marginalisation puis à la disparition de l'UGAT. D'autres, dont Sadok Khalfallah, Mohamed Kacem et Tahar Azaïez, préfèrent démissionner et constituer, à la demande de Bourguiba, une autre organisation dénommée Union nationale des agriculteurs tunisiens dont ils président le congrès du 2 décembre 1955.
L'UNAT perd toutefois sa crédibilité pendant la période de collectivisation d'Ahmed Ben Salah, lorsqu'on lui reproche de ne pas avoir défendu les intérêts des agriculteurs. Il faut attendre la reprise en main de l'organisation par Mohamed Ghedira en 1975 pour qu'elle retrouve son lustre, tout en continuant à être organiquement liée au Parti socialiste destourien au pouvoir. Après l'avènement du président Zine el-Abidine Ben Ali, le 7 novembre 1987, Ghedira cède sa place à Toufik Essid et l'UNAT rejoint le pacte national.
En 1995, l'organisation adopte l'appellation d'Union tunisienne de l'agriculture et de la pêche. Elle reste représentée au sein des listes du parti au pouvoir, le Rassemblement constitutionnel démocratique, pour les élections législatives et dispose de 14 sièges à la Chambre des conseillers.

## Congrès et présidents
1. 11-13 mai 1950 : Mohamed Habib Mouelhi
2. 23-25 mai 1951 : Mohamed Habib Mouelhi
3. 24-26 septembre 1954 : Mohamed Habib Mouelhi
4. 2 décembre 1955 : Sadok Khalfallah
5. 16-18 août 1959 : Sadok Khalfallah
6. 1971 : Mohamed Bellamine
7. 26-27 avril 1975 : Mohamed Ghedira
8. 11-12 mai 1981 : Mohamed Ghedira
9. 13-14 septembre 1986 : Mohamed Ghedira puis Taoufik Essid
10. 15-17 mars 1990 : Taoufik Essid
11. 12-14 mai 1995 : Abdelbaki Bacha
12. mai 2000 : Abdelbaki Bacha
13. 16-18 avril 2005 : Mabrouk Bahri
14. 16-18 avril 2010 : Mabrouk Bahri[4],[N 1]
15. 28-31 mai 2013 : Abdelmajid Zar[5],[N 2],[6]
16. 18 mai 2022 : Noureddine Ben Ayed[7],[N 3],[8]
17. 12 octobre 2024 : Moez Ben Zaghdan[9]